# Dar es-Salaam
Dar es-Salaam Tanzánia legnépesebb városa és gazdasági központja, valamint egykori fővárosa, mely az Indiai-óceán partján fekszik. Madzsid zanzibári szultán alapította 1862-ben. Neve arab eredetű (دار السلام – Dár asz-Szalám), jelentése „a béke háza” vagy „a béke földje”.

## Földrajz

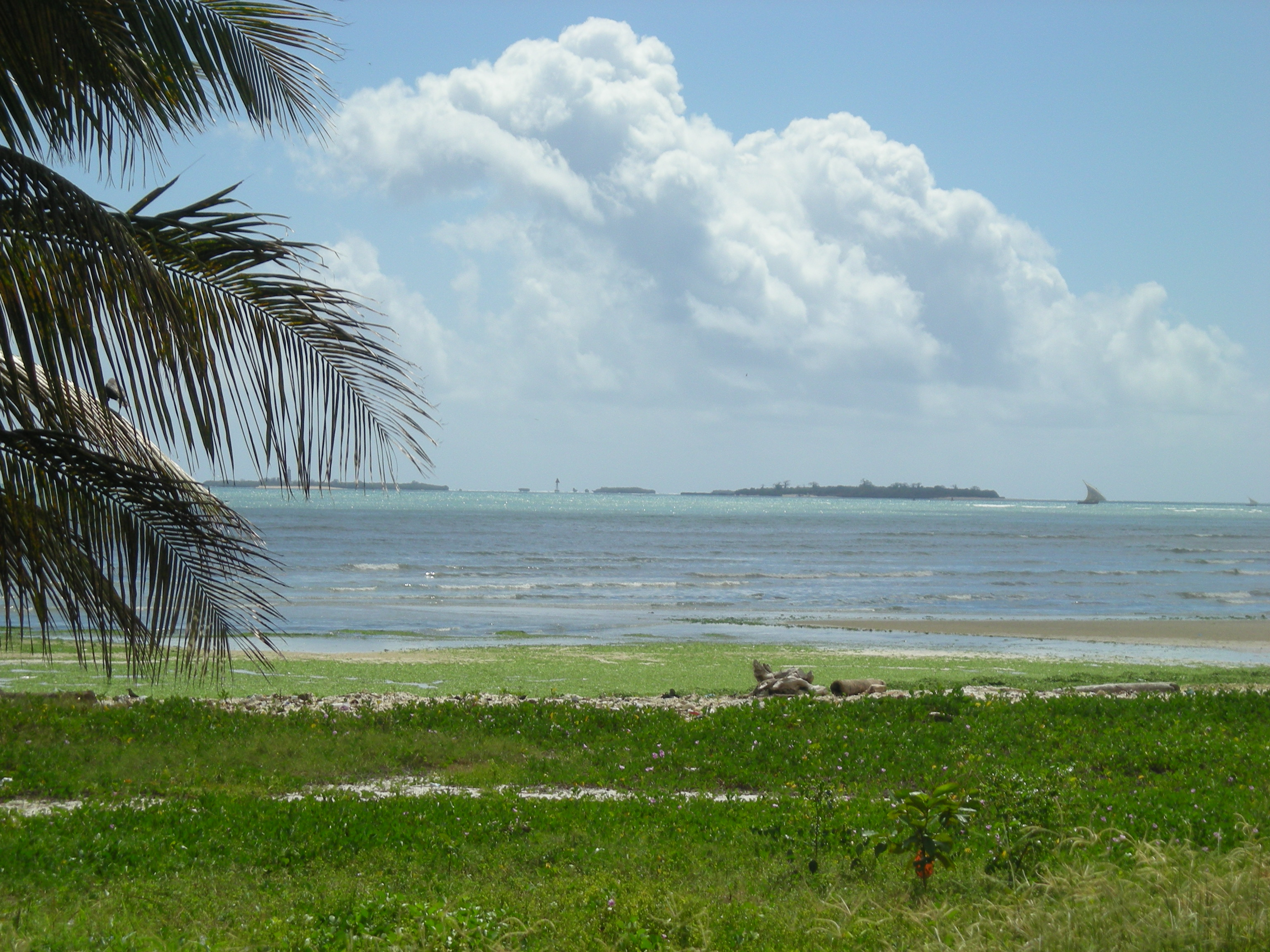
Strand

A város egy természetes öbölben, az Indiai-óceán partján fekszik.
Az egyenlítőhöz és az óceánhoz közel fekvő város trópusi klimatikus viszonyokkal rendelkezik. Időjárása jellemzően meleg és csapadékos. Az éves csapadékmennyiség körülbelül 1100 milliméter és évente két esős évszak van: áprilisban és májusban "a hosszú esők" illetve október-november környékén a "rövid esők" időszaka.

## Történelem
1862-ben egy kis halászfalu, Mzizima helyén, a keskeny csatorna és a tágas öböl találkozási pontjánál alapította Mádzsid zanzibári szultán. A szultán 1870-es halála után a település hanyatlásnak indult, ám 1887-ben a Német Kelet-afrikai Társaság vasútállomást létesített itt, ami újabb lökést adott a fejlődésnek. A város lett Német Kelet-Afrika adminisztratív és kereskedelmi központja. A 20. század elején megindult a Központi Vasútvonal kiépítése, ami biztosította Dar es-Salaam gyarapodását, de kikötője a megnövekedett forgalommal már nem igen tudott megbirkózni. 1973-ban pedig úgy határoztak, az államigazgatási szerepkört a későbbiekben fokozatosan Dodoma, az addig gyéren lakott, gazdaságilag alig hasznosított, de kellemesebb éghajlatú magasföld szívében kiépülő új főváros veszi át.

## Gazdaság
Az ipari üzemek többsége a pályaudvar környékére telepedett. Leggyorsabban a textilipar (pamutipar, kötél- és ponyvakészítés), de számottevő élelmiszeripara ( rizshántolás, kávépörkölés, húsipar, halkonzervgyártás) is. A kikötő szomszédságában pedig kőolaj-finomító üzemel, de cementműve is országos igényeket elégít ki.

## Népesség
Dar es-Salaam népességének alakulása 1925-től:
- 1925: 30 000 fő
- 1948: 69 000 fő
- 1957: 129 000 fő
- 1972: 396 000 fő
- 1988: 1.205.443 fő
- 2002: 2.497940 fő
- 2012: 4.364.541 fő

| 2012 | 4 364 541 |
| 2016 | 4 715 000 |

## Kultúra, oktatás
A város legjelentősebb múzeuma a Nemzeti Múzeum, mely többek között az 1913-ban feltárt olduvai előember leleteket is őrzi.
Többnyire innen indulnak útra az idelátogatók a környező nemzeti parkok (Ngorongoro-kráter, Serengeti-fennsík, Manyara-tó) csodálatos állatvilágának és természeti szépségeinek megtekintésére.

## Közlekedés
A város nemzetközi repülőtere a Julius Nyerere nemzetközi repülőtér.